# Langnæbbet kakadu
Langnæbbet kakadu (latin: Cacatua tenuirostris) er en fugl i familien kakaduer i ordenen papegøjer, der lever i det sydøstlige Australien.